# پوسیولوک ایمنی ولادیمیرا ایلیچا
پوسیولوک ایمنی ولادیمیرا ایلیچا (به لاتین: Posyolok imeni Vladimira Ilyicha) یک منطقهٔ مسکونی در روسیه است که در سرزمین آلتای واقع شده‌است.